# Wyż Południowoatlantycki
Wyż Południowoatlantycki – centrum wysokiego cieśnienia w obszarach Południowego Atlantyku. Nosi też nazwę Wyż Świętej Heleny od nazwy wyspy na Południowym Atlantyku.